# Tabanus rosselensis
Tabanus rosselensis är en tvåvingeart som beskrevs av M. Josephine Mackerras 1964. Tabanus rosselensis ingår i släktet Tabanus och familjen bromsar. Inga underarter finns listade i Catalogue of Life.